# Коритнянська волость
Коритнянська волость — історична адміністративно-територіальна одиниця Балтського повіту Подільської губернії Російської імперії. Волосний центр — село Коритне.
Станом на 1885 рік складалася з 10 поселень, 10 сільських громад. Населення — 9000 осіб (4623 чоловічої статі та 4377 — жіночої), 1498 дворових господарств.
Станом на 1921 існувала також Пасатська волость.
|                     | Площа, десятин | У тому числі орної, дес. |
| ------------------- | -------------- | ------------------------ |
| Сільських громад    | 11449          | 7778                     |
| Приватної власності | 10968          | 4426                     |
| Казенної власності  | 71             | 16                       |
| Іншої власності     | 495            | 347                      |
| Загалом             | 22983          | 12567                    |

Поселення:
- Олександрівка-Балтська[2][3]
- Бендзари
- Гольма (Перша)
- Козацьке
- Коритне
  - Абазівка (єврейська колонія)[4][5]
- Кринички
- Немирівське
  - Немирівська Слобідка
- Пасат
- Ракулове